# Eulocastra schah
Eulocastra schah är en fjärilsart som beskrevs av Bytinsky-salz 1937. Eulocastra schah ingår i släktet Eulocastra och familjen nattflyn. Inga underarter finns listade i Catalogue of Life.